# Эдаккал
Эдаккал (англ. Edakkal, то есть «камень между ними») — расселина в скале (часто ошибочно именуемая пещерой) в индийском штате Керала, около горы Майсур на Малабарском берегу. Известна своими наскальными изображениями (петроглифами) эпохи неолита. Впервые они были описаны в 1890 году и долгое время считались единственным памятником искусства каменного века на юге Индии (пока не было обнаружено несколько других пещер с древними рисунками).
Разлом примерно 29 метров в длину и 7 метров в ширину, с глубиной трещины около 9 метров, образовался в результате откола части скалы от основного массива. На скальных поверхностях высечены как легко считываемые изображения людей, животных и орудий труда, так и менее очевидные изображения символического плана, расшифровать которые не удалось. Изображения создавались с 7-го по 2-е тысячелетие до нашей эры.
Некоторые исследователи находят в самых поздних изображениях Эдаккала сходство с артефактами Индской цивилизации, существовавшей тогда на северо-западе Индии и на территории современного Пакистана.

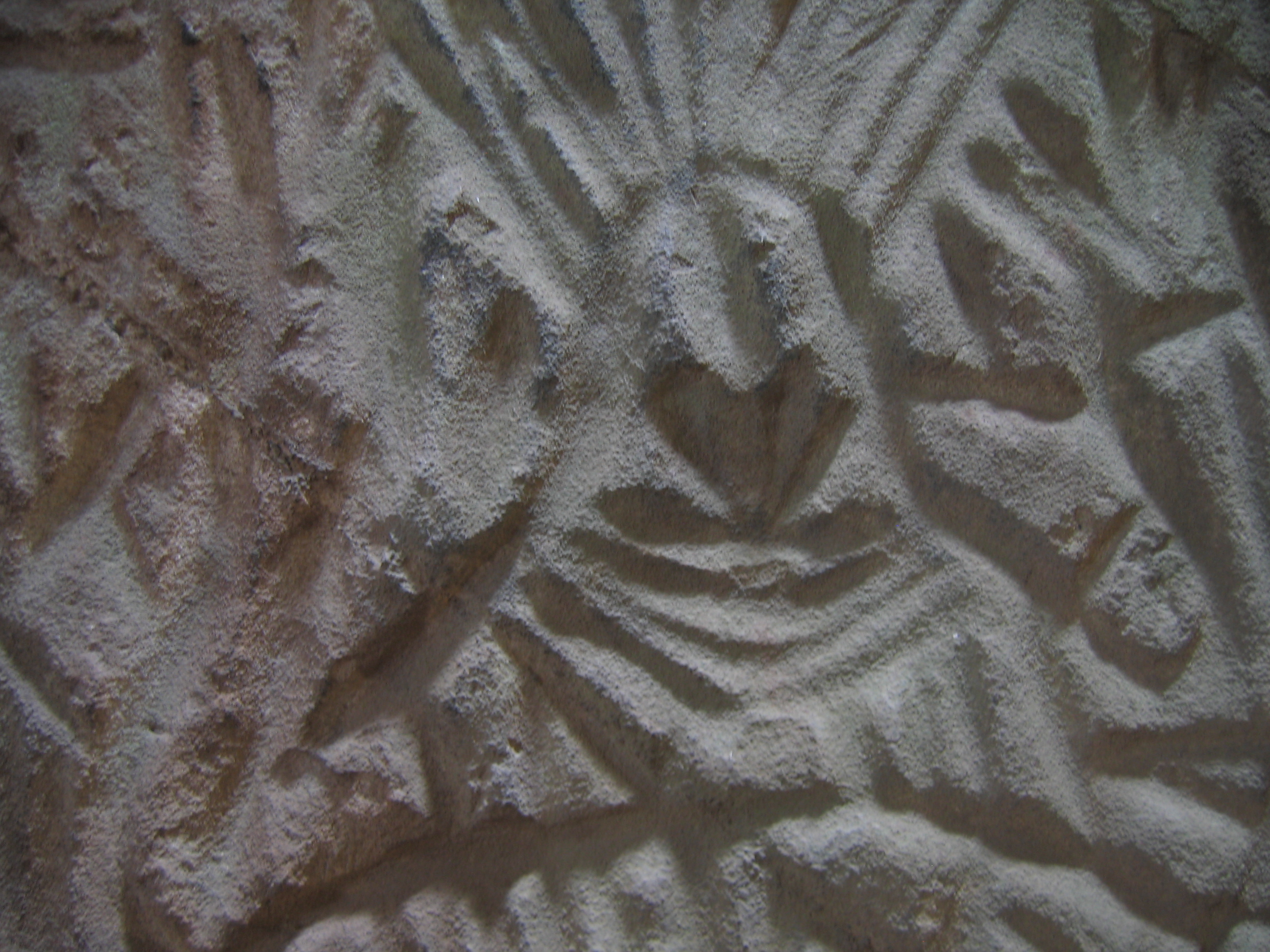
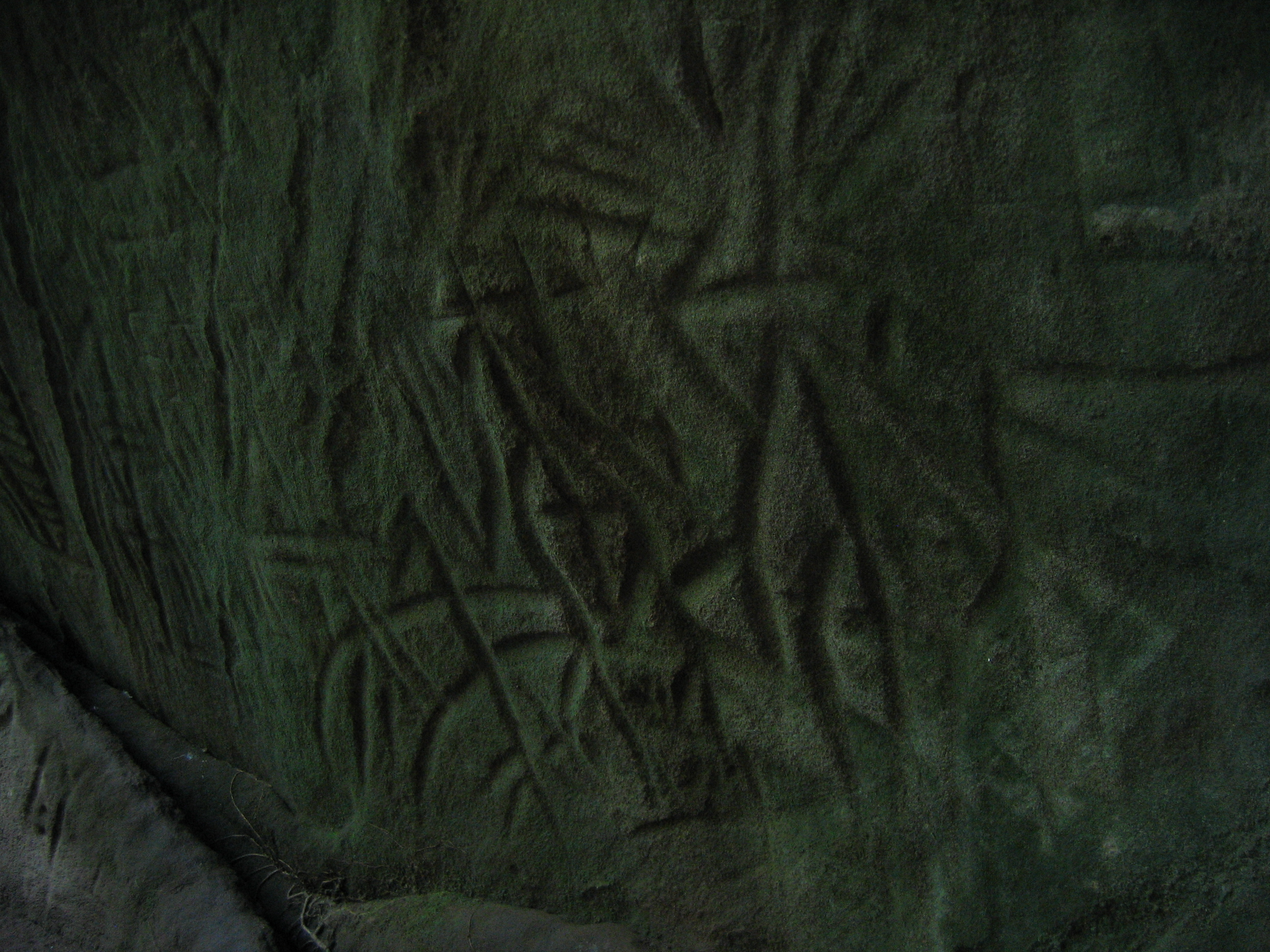
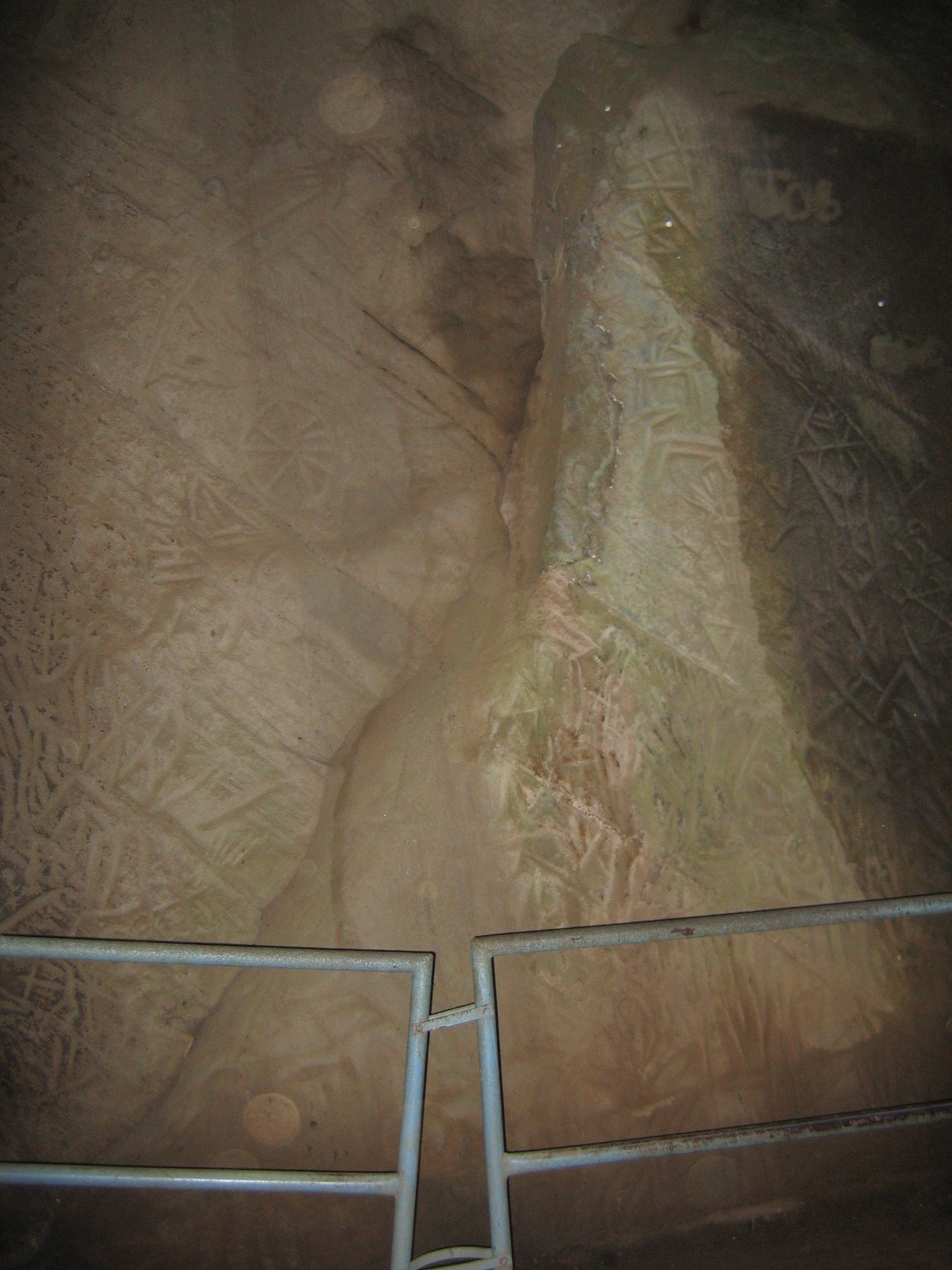
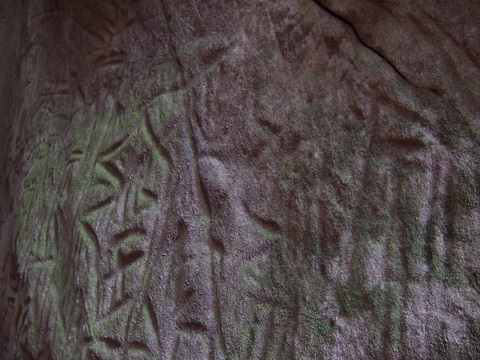